# Doliocarpus major
Doliocarpus major es una especie de  lianas de la familia de las Dilleniaceae.

## Distribución
Es nativa del Perú.

## Taxonomía
Doliocarpus major fue descrita por Johann Friedrich Gmelin y publicado en Journal of Botany, British and Foreign 66: 141. 1928.
Variedades aceoptadas
- Doliocarpus major subsp. littoralis Kubitzki

Sinonimia
- Doliocarpus curtipes J.F.Macbr.
- Doliocarpus dentosus Mart.
- Doliocarpus dentosus var. piauhiensis Eichler
- Doliocarpus major subsp. major
- Doliocarpus piauhiensis Mart. ex Eichler
- Doliocarpus punctatus Standl.
- Doliocarpus rolandri J.F.Gmel.
- Doliocarpus rolandri var. parcus J.F.Macbr.
- Doliocarpus rolandri var. rolandri
- Doliocarpus scandens Poir.
- Doliocarpus spinulifer Miq.
- Doliocarpus strictus (Willd.) Poir.
- Tetracera doliocarpus Willd.
- Tetracera stricta Willd.[3]